# Malachance
Pour plus de détails, voir Fiche technique et Distribution.
Malachance est un film américcain réalisé par Gerardo Naranjo et sorti en 2004.

## Fiche technique
- Titre : Malachance
- Réalisation : Gerardo Naranjo
- Scénario : Gerardo Naranjo
- Photographie : Max Goldman
- Costumes : Marianne Parker et Katayoon Salimi
- Décors : Linda Sena
- Son : Yaz Kim
- Montage : Jonathan Alberts
- Musique : Ivan Naranjo
- Sociétés de production : Parthenon Films - Perro Negro Productions
- Pays de production :  États-Unis
- Durée : 87 minutes
- Date de sortie : États-Unis - 15 novembre 2004[1]

## Distribution
- Brandon Quinn : Ringo
- James Ransone : Mika
- Stewart Skelton
- Greg Wayne
- Evguéni Lazarev

## Sélection
- Festival international du film de Rotterdam 2006[2]